# Tamaricella talhouki
Tamaricella talhouki är en insektsart som beskrevs av Dlabola 1987. Tamaricella talhouki ingår i släktet Tamaricella och familjen dvärgstritar. Inga underarter finns listade i Catalogue of Life.